# العلاقات التركية المغربية
امتدت العلاقات التركية المغربية بين المملكة المغربية والدولة العثمانية، لعدة قرون، أي منذ أوائل القرن 16 حتى القرن 19 عندما استعمرت فرنسا شمال أفريقيا، إلا أن العلاقة استمرت مع الجمهورية التركية في العصر الحديث.

## السياحة
أصبحت تركيا الوجهة المفضلة للكثير من السياح المغاربة، والذين أصبحو يفضلون قضاء عطلاتهم السنوية في تركيا، وذلك لرخص المعيشة فيها نوعاً ما مقارنة بباقي الدول الأوروبية. وما يؤكد ذالك هو الزيادة الكبيرة لعدد المسافرين بين المغرب وتركيا، حيث وصل عدد الرحلات يومياً إلى 3 رحلات يومياً بين الدار البيضاء وإسطنبول بطائرات كبيرة الحجم، ورحلة يومياً بين مراكش وإسطنبول، ورحلتين في الأسبوع بين الدار البيضاء وأنطاليا، ورحلات موسمية بين طنجة وإسطنبول. كما أن المغاربة لا يحتاجون لتأشيرة لدخول تركيا لمدة 90 يوم.

## الاقتصاد
حققت الصادرات التركية إلى المغرب خلال 2018، نمواً بنسبة 16 في المائة، لتبلغ 2.3 مليار دولار، فيما بلغ حجم التبادل التجاري بين البلدين 3 مليارات دولار خلال 2019.
وبدأ تنفيذ اتفاقية التبادل الحر بين المغرب وتركيا في 2006 بعد أن وقعت في 2004، وبلغت المبادلات التجارية منذ بداية توقيع اتفاقيات التبادل الحر بين المغرب وتركيا 27 مليار درهم (2.8 مليار دولار) سنة 2018، مقابل 6.6 مليارات درهم (0.684 مليار دولار) فقط سنة 2016. وارتفع العجز التجاري للمغرب مع تركيا بشكل كبير لينتقل من 4.4 مليارات درهم (0.456 مليار دولار) سنة 2006 إلى 16 مليار درهم (1.66 مليار دولار) سنة 2018، ولترتفع بذلك الدعوات إلى مراجعة اتفاقية التبادل الحر بين المغرب وتركيا.

## السياسة
تعتبر تركيا موقفها واضحا من نزاع الصحراء وتدعم وحدة الأراضي المغربية.

## الزيارات الرسمية
12 دجنبر 2019: زيارة وزير الخارجية التركي مولود تشاووش أوغلو للمغرب لتعزيز التعاون في العديد من المجالات، وبالمشاركة في الاحتفال بمناسبة الذكرى الخمسين لتأسيس منظمة التعاون الإسلامي.
3 يونيو 2013: زيارة أردوغان للمغرب لتناول العلاقات الثنائية السياسية والاقتصادية والثقافية، إضافة إلى بحث آخر المستجدات الإقليمية والدولية.